# Hangács
Hangács este un sat în districtul Edelény, județul Borsod-Abaúj-Zemplén, Ungaria, având o populație de 614 locuitori (2011). 

## Demografie
Componența etnică a satului Hangács
     Maghiari (93,6%)
     Romi (6,4%)
Componența confesională a satului Hangács
     Romano-catolici (35,5%)
     Reformați (29,48%)
     Greco-catolici (8,63%)
     Fără religie (3,58%)
     Necunoscută (22,8%)
     Alte religii (0,81%)
Conform recensământului din 2011, satul Hangács avea 614 locuitori. Din punct de vedere etnic, majoritatea locuitorilor (93,6%) erau maghiari, cu o minoritate de romi (6,4%). Nu există o religie majoritară, locuitorii fiind romano-catolici (35,5%), reformați (29,48%), greco-catolici (8,63%) și persoane fără religie (3,58%). Pentru 22,8% din locuitori nu este cunoscută apartenența confesională.